# Montmorency-Beaufort
 Montmorency-Beaufort  es una población y comuna francesa, en la región de Gran Este, departamento de Aube, en el distrito de Bar-sur-Aube y cantón de Chavanges.

## Demografía
| 176 | 167 | 128 | 114 | 111 | 121 |
| Para los censos de 1962 a 1999 la población legal corresponde a la población sin duplicidades (Fuente: INSEE [Consultar]) |     |     |     |     |     |